# 에릭 슈밋
에릭 에머슨 슈밋(Eric Emerson Schmidt, 1955년 4월 27일 ~ )은 구글의 대표이사 회장이었다. 2011년 4월 4일 창업자 래리 페이지가 다시 CEO 자리에 올랐다.
프린스턴 대학교를 졸업하고 캘리포니아 대학교 버클리에서 컴퓨터 과학 석사와 박사 학위를 받았다. 애플 이사회에 참여하고 있으며 프린스턴 대학교 이사회에서 활동하고 있었으나, 현재는 구글과 애플의 사업 분야가 겹친다는 이유로 애플의 이사회에서 사퇴하였다.
제록스 PARC(Xerox Palo Alto Research Center)의 컴퓨터 과학 연구소, 벨 연구소, 질록 등을 거쳐 1983년 선마이크로시스템스에서 최고 기술 책임자로서 플랫폼 자바의 개발을 주도했다. 이후 노벨 CEO를 거쳐 2001년 구글로 영입됐다. 2006년 미국 공학학회원으로 선출됐다.
2011년 1월 20일 구글은 에릭 슈밋은 구글 CEO 자리에서 내려올 것이고, 회사의 Executive chairman으로 그리고 페이지와 브린의 자문 역으로 남게 될 것이라고 발표했다. 구글의 CEO 자리는 2011년 4월 4일에 래리 페이지가 이어받았다.
2013년 1월, 빌 리처드슨과 함께 조선민주주의인민공화국을 방문하였다.